# 金博爾縣 (內布拉斯加州)
金博爾縣（英語：Kimball County）是美國內布拉斯加州西南部的一個縣，西鄰懷俄明州，南鄰科羅拉多州。面積2,466平方公里。根據美國2000年人口普查，共有人口4,089人。縣治金博爾 （Kimball）。
成立於1888年11月6日，縣政府成立於1889年1月22日。縣名紀念聯合太平洋鐵路銷售及客務代理湯瑪斯·L·金博爾 （Thomas Lord Kimball）。